# Тетрагерман
Тетрагерма́н — бинарное неорганическое соединение металла германия и водорода с формулой Ge4H10,
бесцветная жидкость с отвратительным запахом. Гомолог бутана C4H10.

## Получение
- При пропускании моногермана через слабый электрический разряд получается смесь высших германов GenH2n+2 с n=2÷9, которые разделяют перегонкой.

## Физические свойства
Тетрагерман образует бесцветную жидкость, которая начинает разлагаться уже при 50°С.